# Boi-1da
Мэтью Самуэльс (англ. Matthew Samuels; род. 16 октября 1986 года, Торонто, Онтарио, Канада), более известный как Boi-1da (произносится как «бой уо́нда») — канадский хип-хоп продюсер из города Эйджакс (Онтарио). Он спродюсировал песни для многих артистов и групп, таких как Kardinal Offishall, Clipse, Дрейк, Эминем, Saukrates, K-OS, G-Unit, а также The Diplomats и др. В настоящее время является одним из наиболее востребованных продюсеров Канады и США.

## Биография
Мэтью «Boi-1da» Самуэльс родился на Ямайке 16 октября 1986 года. В возрасте 5 лет переехал в Торонто, Канада, где и вырос. В возрасте 15-ти лет без какого-либо формального музыкального образования Мэтью стал изучать программу для создания музыки FL Studio, и несколько лет спустя он выиграл три подряд чемпионата битмейкеров.
В своей музыке Boi-1da часто использует семплы из разных музыкальных композиций, а также звуки музыкальных инструментов, которые записывает вживую на студии. Для написания музыки он использует FL Studio 9, ранее, использовал более ранние версии этой программы (3,5,6 и 7).
На творчество Boi-1da повлияли такие продюсеры, как Dr. Dre, Swizz Beatz, Timbaland и The Neptunes.
Впервые заявил о себе широкой публике в декабре 2008 года, когда подряд записал ремикс на песню «Set It Off» группы Kardinal Offishall, спродюсированную Boi-1da. В интервью радиостанции «FLOW 93,5» молодой продюсер рассказал, что работает вместе с Dr. Dre над альбомом Detox, который будет выпущен в 2011 году.
Boi-1da был также продюсером песни «Not Afraid» Eminem, премьера которой состоялась 29 апреля 2010. Это первый и самый популярный сингл Эминема из альбома Recovery.
Также Boi-1da известен своей работой над альбомом Thank Me Later Drake, где спродюсировал большее количество треков.
Boi-1da работал с композитором Шон Гаррет, поп-исполнителем Usher, Busta Rhymes и Eminem, а также продюсировал новый альбом Drake Take Care, который вышел в 2011 году.

## Дискография

### 2006
Drake — Room for Improvement
- 04. «Do What You Do»
- 07. «City Is Mine»

### 2007
Drake — Comeback Season
- 05. «Replacement Girl» (feat. Trey Songz) (Produced with T-Minus)
- 11. «Don’t U Have a Man» (feat. Dwele & Little Brother)
- 16. «Do What U Do (Remix)» (feat. Malice & Nickelus F)

### 2008
Manafest — Citizens Activ
- 05. «Free»

Point Blank — Point Blank
- 14. «Sensitive Thugs»

Kardinal Offishall — Not 4 Sale
- 02. «Set It Off» (feat. Clipse)
- 05. «Gimme Some» (feat. The-Dream)
- 12. «Bring the Fire Out»
- 15. «Lighter!»

G-Unit — Elephant in the Sand
- 04. «Red Light, Green Light»

Page
- 00. «Still Fly» (feat. Drake)

### 2009
Drake — So Far Gone (mixtape)
- 10. «Best I Ever Had»
  - В качестве семпла использована песня: «Fallin' in Love» в исполнении Hamilton, Joe Frank & Reynolds
- 12. «Uptown» (feat. Bun B & Lil Wayne) (Produced with Arthur McArthur)

Drake — So Far Gone
- 03. «Best I Ever Had»
  - Sample Credit: «Fallin' in Love» by Hamilton, Joe Frank & Reynolds
- 04. «Uptown» (feat. Bun B & Lil Wayne) (Produced with Arthur McArthur)

King Reign — Reign Music
- 03. «This Means War»

Various Artists — More Than a Game (soundtrack)
- 02. «Forever» (Drake feat. Kanye West, Lil Wayne & Eminem)

Birdman — Priceless
- 08. «4 My Town (Play Ball)» (feat. Drake & Lil Wayne)
- 11. «Mo Milli» (feat. Bun B & Drake)
- 15. «Ball Till Ya Fall» (feat. Gucci Mane) (Deluxe Edition Bonus Track)

### 2010
Rick Ross — The Albert Anastasia EP
- 04. «Money Maker»
  -  Использован семпл: Lil Wayne — Bring It Back

Drake — Thank Me Later
- 04. «Over» (Совместное продюсирование с Al-Khaaliq)
- 06. «Up All Night» (при уч. Nicki Minaj) (Совместное продюсирование с Burnett)
- 09. «Unforgettable» (при уч. Young Jeezy) (Produced with 40)
  - Использован семпл: «At Your Best (You Are Love)» by Aaliyah
- 11. «Miss Me» (при уч. Lil Wayne) (Produced with Matthew Burnett)
  - Использован семпл: Hank Crawford — Wild Flower
- 16. «9AM in Dallas» (UK iTunes bonus track)

Eminem — Recovery
- 07. «Not Afraid» (Совместное продюсирование с Eminem & Matthew Burnett)
- 08. «Seduction» (Совместное продюсирование с Matthew Burnett)

Big Boi
- 00. «Lookin' for Ya» (feat. André 3000 & Sleepy Brown)

Stat Quo — Statlanta
- 06. «Catch Me» (Совместное продюсирование с Northern Profit)
- 12. «Penthouse Condo» (Совместное продюсирование с Mike Chav)

Bun B — Trill O.G.
- 04. «Put It Down» (при уч. Drake)
- 16. «It’s Been a Pleasure» (при уч. Drake) (Совместное продюсирование с 40)

Diggy Simmons — Airborne
- 06. «Super Hero Music» (при уч. Raekwon)

Das Racist — Sit Down, Man
- 04. «hahahaha jk?»

### 2011
Drake — Take Care
- 03. «Headlines»

### 2013
Drake — Nothing Was The Same
- 10. «The Language» feat Birdman
- 13. «Pound Cake» / «Paris Morton Music 2» feat Jay-Z

### Ожидаемые релизы
Young Jeezy — TM 103
- 00. «Scared Money» (feat. Lil Wayne)

Soulja Boy Tell 'Em — The DeAndre Way
- 00. «Speakers Going Hammer»
- 00. «Work It Out» (feat. Ray J)

Red Cafe — Red October
- 00. «I’m Ill» (feat. Fabolous & Jay-Z)
- 00. «I’m Ill (Remix)» (feat. Ryan Leslie, Lloyd Banks & Claudette Ortiz)

King Reign — Reign Music Vol. 2
- 00. «Money» (feat. Saukrates & Kardinal Offishall)